# 白果街道 (赫章县)
白果街道是中华人民共和国贵州省毕节市赫章县下辖的一个街道办事处。
2017年11月9日，贵州省人民政府批复同意撤销白果镇，设置白果街道，白果街道辖原白果镇行政区域，街道办事处驻七家湾社区（原白果镇人民政府驻地）。
2019年8月8日，原白果街道的金山社区、银山社区、双井社区、联星社区、煤炭沟社区、河口社区、河头上村划归金银山街道管辖，原白果街道的金穗社区、银穗社区、大营社区、白果社区、七家湾社区、七里店社区、双山社区、大山社区、大湾子村划归七家湾街道管辖。原双河街道的青山社区划归白果街道管辖。

## 行政区划
白果街道下辖以下村级行政区划单位：
七家湾村、煤炭沟村、七里店村、大湾子村、双山村、大山村、大营村、白果村、联星村、双井村、河口村、河头上村、新田村、集中村、月亮洞村、柜子岩村、关地村、朝阳村、发营村、犀牛塘村和石板河村。
2019年8月8日行政区划调整后，白果街道辖集中村、朝阳村、关地村、柜子岩村、发营村、月亮洞村、犀牛塘村、石板河村、新田村和青山社区。